# Taleporia mesochlora
Taleporia mesochlora är en fjärilsart som beskrevs av Edward Meyrick 1913. Taleporia mesochlora ingår i släktet Taleporia och familjen säckspinnare. Inga underarter finns listade i Catalogue of Life.